# Saxifraga x vierhapperi
Saxifraga x vierhapperi es una planta herbácea de la familia de las saxifragáceas.
Es un híbrido compuesto por las especies Saxifraga androsacea y Saxifraga depressa.

## Taxonomía
Saxifraga x thrinax fue descrita por Heinrich R.E. Handel-Mazzetti y publicado en Oesterr. Bot. Z. 55: 70 1905.
Etimología
Saxifraga: nombre genérico que viene del latín saxum, ("piedra") y frangere, ("romper, quebrar"). Estas plantas se llaman así por su capacidad, según los antiguos, de romper las piedras con sus fuertes raíces. Así lo afirmaba Plinio, por ejemplo.
vierhapperi: epíteto otorgado en honor del botánico Friedrich Vierhapper.